# Tempête tropicale Claudette (2021)
Pour les articles homonymes, voir Cyclone tropical Claudette.
La tempête tropicale Claudette est le troisième système tropical et tempête nommée à se développer au cours de la saison des ouragans de l'Atlantique 2021. Elle a débuté comme un large creux dépressionnaire sur la baie de Campêche le 12 juin, se déplaçant de manière erratique pendant plusieurs jours. Le 17 juin, le National Hurricane Center (NHC) a lancé des avis pour un cyclone tropical potentiel en raison d'un début d'organisation et son déplacement vers la côte de la Louisiane. La perturbation s'est finalement organisée en tempête tropicale Claudette à 9 h UTC le 19 juin en touchant la côte au sud-est de La Nouvelle-Orléans. Claudette s'est affaiblie ensuite en dépression tropicale en traversant le Mississippi, l'Alabama, la Géorgie et les Carolines. En s'approchant de la côte atlantique, le système est redevenu une tempête tropicale et a ensuite suivi la bordure nord du Gulf Stream avant de devenir post-tropicale au sud de la Nouvelle-Écosse sur des eaux plus froides. Le système fut enfin absorbé par une dépression venant du continent.
Claudette a produit des rafales de vent, des crues soudaines et des tornades dans une grande partie du sud-est des États-Unis. L'impact le plus importants fut en Alabama et au Mississippi où de fortes pluies ont provoqué des crues soudaines. Plusieurs tornades ont également causé de graves dommages, notamment une tornade EF2 qui a endommagé une école et détruit des parties d'un parc de maisons mobiles à East Brewton, en Alabama, blessant 20 personnes.
Au moins 14 personnes ont été tuées en Alabama à cause de la tempête et les dommages furent estimés à plus de 350 millions $US par le groupe de réassureur AON.

## Évolution météorologique
Le 12 juin, le NHC a commencé a suivre une perturbation dans la baie de Campêche. Le système dériva ensuite plusieurs jours vers la côte mexicaine et tard le soir du 15 juin, la probabilité de développement tropical a dépassé 50 %. Le  17 juin, les nuages convectifs ont commencé à mieux s'organiser et à 21 h UTC, le NHC émit un bulletin concernant le cyclone tropical potentiel Trois, une large zone de basse pression située dans le sud du Golfe du Mexique, avec une probabilité de formation tropicale de 90 %. Une alerte de tempête tropicale fut émise pour une partie de la côte nord du Golfe, depuis Intracoastal City en Louisiane jusqu'à la frontière entre l'Alabama et la Floride alors que le système se dirigeait vers le nord.

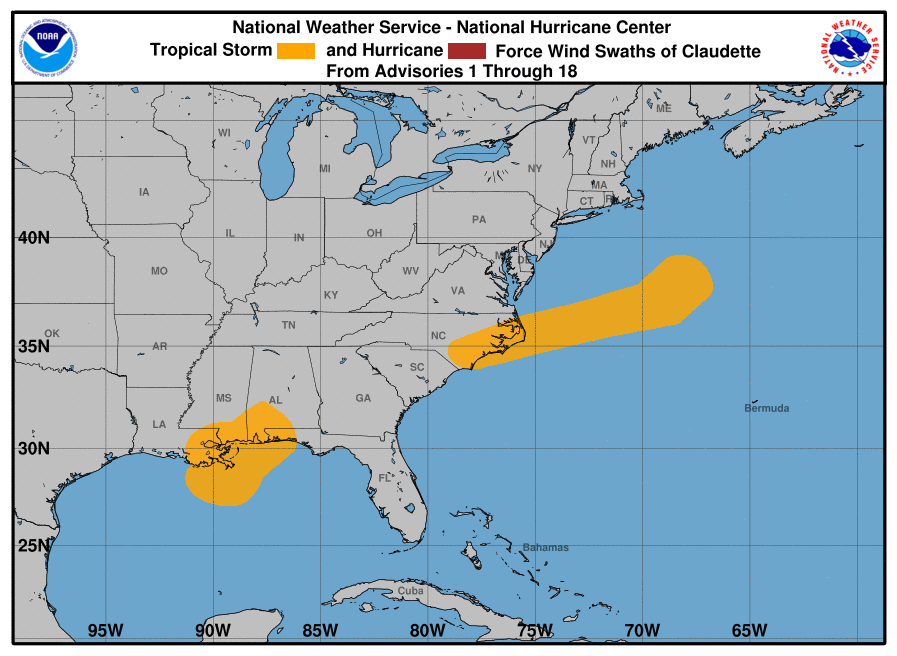
Zone de vents de tempête associées avec Claudette.

En mi-journée du 18 juin, un avion de reconnaissance a repéré un faible centre à 355 km au sud de Morgan City (Louisiane) mais pas encore assez organisé pour le déclarer une tempête tropicale. En effet, les nuages convectifs étaient encore concentrés dans le seul quadrant Est à cause d'un fort cisaillement des vents en altitude. À 9 h UTC le 19 juin, le NHC a finalement déclaré que le système était devenu la tempête tropicale Claudette alors qu'il était à 75 km au sud-ouest de La Nouvelle-Orléans et avait déjà touché la côte près de Houma. Claudette a incurvé ensuite sa trajectoire vers le nord-est en diminuant d'intensité à cause de la friction. À 21 h UTC, le NHC l'a reclassée en dépression tropicale dans le sud-ouest de l'Alabama. Avec une trajectoire la menant vers la côte atlantique, des veilles de tempêtes tropicales était déjà en vigueur pour la Caroline du Nord.
Le 20 juin, Claudette a traversé l'Alabama, le nord de Géorgie et a atteint le nord de la Caroline du Sud tout en perdant de son intensité, de ses nuages et de ses précipitations. Cependant, en arrivant près de la côte des Carolines en soirée, le système a montré des signes de réactivation. Durant la nuit, le système est donc redevenu une tempête tropicale avec des vents soutenus de 65 km/h. À 12 h UTC le 21, elle avait presque atteint la côte atlantique près de la section nord des Outer Banks, tous ses nuages convectifs étant au large.
Une fois dans l'océan Atlantique, Claudette a accéléré vers l'est-nord-est, suivant la bordure nord du Gulf Stream vers des eaux plus froides. Guidée par un flux d'altitude rapide, elle a légèrement pris en intensité mais est devenue un creux barométrique post-tropicale le 22 juin à 3 h UTC à 260 km au sud-sud-est de Nantucket. Les restes de Claudette furent absorbés près de Terre-Neuve par un système dépressionnaire traversant le Québec et les provinces de l'Atlantique du Canada le lendemain.

## Préparatifs
En plus des veilles et avertissement de tempête tropicale mentionnées ci-dessus, le Storm Prediction Center a émis plusieurs veilles de tornades pour le sud de la Louisiane et de l'Alabama, ainsi que le panhandle de Floride. Le gouverneur de la Louisiane, John Bel Edwards, a décrété l'état d'urgence le 17 juin, interdisant les hausses de prix et permettant la distribution de secours d'urgence fournis par l'État. Des sites de distributions sacs de sable ont été ouverts dans de nombreuses paroisses du sud-est de la Louisiane. La Chevron Corporation et Occidental Petroleum ont rapatrié le personnel non essentiel et activé leur protocole pour conditions météorologiques extrêmes pour leurs installations du golfe du Mexique, dont certaines sont situées à environ 240 km au large de la Louisiane.
Au moins 90 000 sacs de sable ont été envoyés dans les zones côtières du Mississippi par l'agence de gestion des urgences de l'État qui a conseillé aux résidents de rester vigilants. Plusieurs événements, ont été annulés ou reportés en raison de la menace. La forêt nationale De Soto a fermé des sites de loisirs. Dans l'Alabama voisin, les équipes de construction ont dû terminer à la hâte les réparations des cloisons à Fairhope et le drainage du centre-ville de Mobile, dont le premier a été endommagé par les ouragans Sally et Zeta de l' année précédente. Le Gulf Islands National Seashore en Floride a fermé Fort Pickens et évacué tout le personnel et les visiteurs de la réserve jusqu'à midi le 18 juin. Cela était dû à l'onde de tempête. Malgré cela, "Opal Beach", l'endroit où l'ouragan Opal a touché la côte en 1995, et Perdido Key sont restés ouverts.

## Impact

### Mexique
Le précurseur de Claudette a affecté le sud du Mexique, donnant des pluies torrentielles localisées. La péninsule du Yucatán a connu les plus orages les plus organisés qui ont laissé jusqu'à 134 mm à Abalá, au sud de Mérida, cette dernière ville recevant 70 mm. Par la suite, la tempête tropicale Dolores, sur la côte Pacifique, a ajouté des pluies torrentielles plus organisées sur certaines parties de l'Amérique centrale et du sud Mexique, en particulier dans l'État d'Oaxaca.

### États-Unis
Claudette a touché terre en Louisiane le jour de la fête civique du Jour de l'Émancipation, dont c'était la première célébration officielle aux États-Unis, et la veille de la fête des Pères, ce qui a mené à l'annualtion de plusieurs célébrations dans les États touchés. Des vents de force tempête tropicale ont touché des parties de la côte nord du golfe, avec une station météorologique sur l' île Petit Bois enregistrant des vents de 63 km/h et des rafales jusqu'à 74 km/h. Plusieurs tornades ont été signalées dans le Mississippi, l'Alabama, la Floride et la Géorgie,.

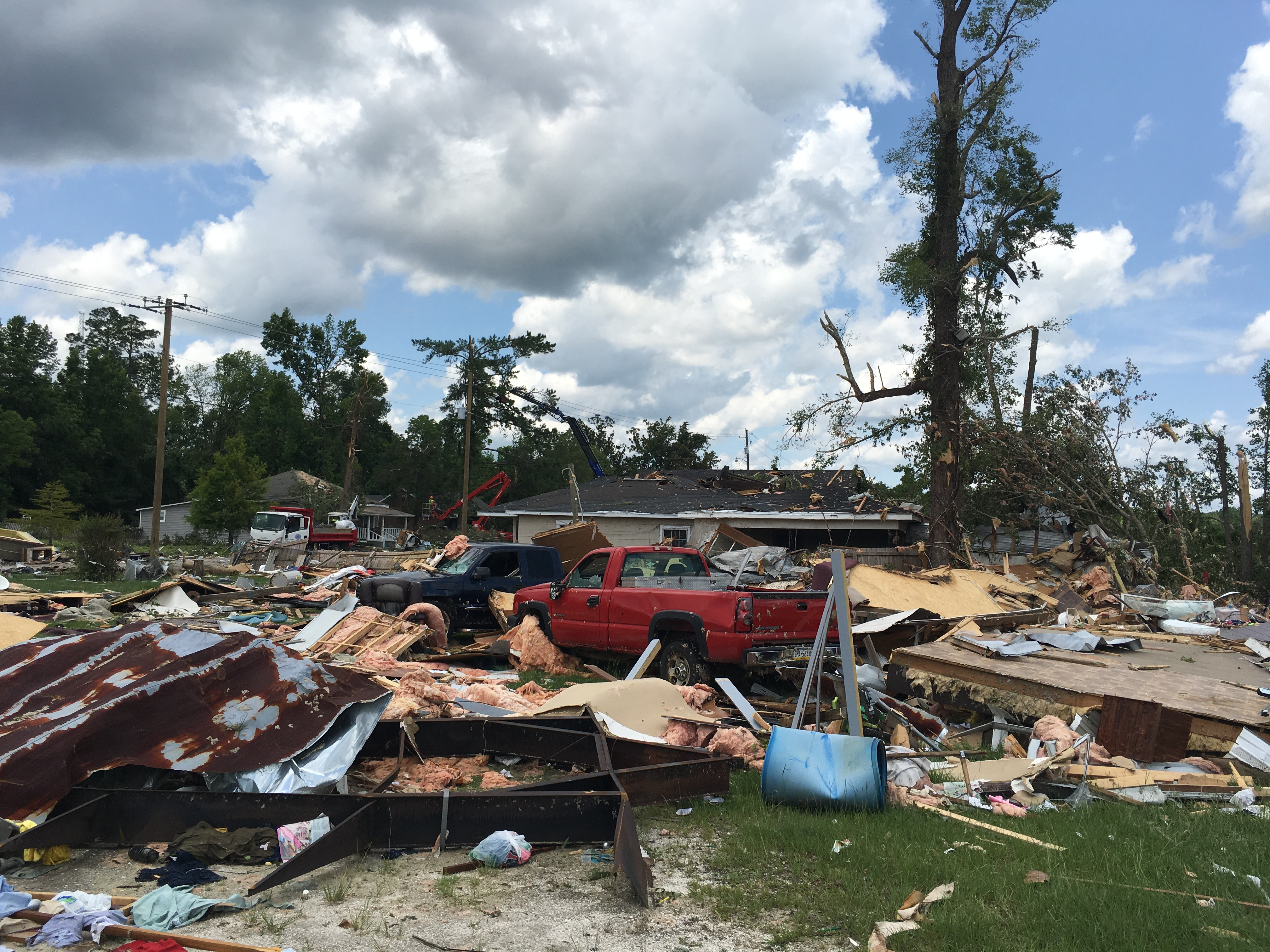
Dommages causés par la tornade EF-2 près d'East Brewton, Alabama.

A Carnes au Mississippi, une route a été emportée par l'inondation. De nombreuses rues ont été couvertes par les eaux de crue dans la communauté de Brooklyn. Deux tornades EF0 ont également été confirmées dans l'État. Des régions du Mississippi ont reçu plus de 280 mm de pluie et le sud-est de la Louisiane a accumulé plus de 230 mm dans l'après-midi du 19 juin. Diverses maisons, rues et terrains furent inondés par des crues soudaines dans cet État ainsi qu'en Alabama et dans le panhandle de Floride.
En Alabama, une tornade engendrée par Claudette a détruit des dizaines de maisons et en a blessé au moins trois personnes à East Brewton. Cette tornade a reçu une évaluation préliminaire de EF2.
Deux personnes, un homme de 24 ans et son fils de 3 ans, ont été tuées à Tuscaloosa (Alabama) lorsqu'un arbre est tombé sur leur maison,. Un homme de 31 ans est décédé à Birmingham (Alabama) après avoir été emporté par les eaux de crue. Une personne s'est noyée quand son auto est sortie de la route et est tombée dans une rivière du comté de DeKalb (Alabama). Un carambolage de 15 véhicules, causé par l'aquaplanage à cause des pluies torrentielles sur la I-65, a fait 10 morts, dont 9 enfants, au sud de Montgomery (Alabama).

### Note
1. ↑  Ces derniers sont des perturbations qui n'ont pas encore atteint au moins le stade de dépression tropicale mais qui ont une probabilité élevée de le devenir et de provoquer des effets importants aux terres dans les 48 heures suivantes.